# L'Éclipse (série télévisée)
Pour les articles homonymes, voir Éclipse (homonymie).
Production
Diffusion
L'Éclipse est une série télévisée française réalisée par Franck Brett d'après un scénario de Hélène Duchateau, Cécile Lorne et Baptiste Filleul, et diffusée pour la première fois en Suisse à partir du 13 août 2024 sur RTS Un, en Belgique à partir du 30 août 2024 sur La Une et en France à partir du 4 septembre 2024 sur France 2.
Cette fiction est une coproduction de Carma Films (JLA Holding), Étoile Rouge Productions (Christophe Carmona) et France Télévisions pour France 2,, réalisée avec la participation de la Radio télévision suisse (RTS), du département de l'Aveyron et du CNC.

## Synopsis
L'effervescence règne à Bozouls, un petit village de l'Aveyron dont les habitants s'apprêtent à assister à une éclipse solaire.
Sur le plateau de l'Aubrac, Luca a rendez-vous avec sa cousine Inès et son amie Angèle pour assister à l'éclipse. Il arrive au rendez-vous avec la voiture de sa mère, qui est gendarme. Passablement éméché, il essaie de capter une station de radio pour avoir des infos sur l'éclipse et, n'y arrivant pas, il tape sur la radio : la boîte à gants s'ouvre et Luca a la surprise d'y trouver l'arme de service de sa mère.
Saisissant l'arme, il rejoint les filles et, persuadé que l'arme n'est pas chargée, il met en joue une cible imaginaire. Au moment où l'éclipse commence, Angèle lui dit d'arrêter et veut l'obliger à baisser l'arme vers le sol mais le coup part tout seul. Un cri retentit, les jeunes se précipitent et découvrent une jeune fille au sol, touchée à l'épaule : c'est Nour, la petite amie de Luca.
Vu l'absence de réseau téléphonique à l'endroit du drame, Inès prend son cyclomoteur pour aller chercher des secours pendant que Luca et Angèle montent sur une hauteur pour essayer de capter du réseau mais, lorsque les trois jeunes reviennent vers l'endroit où ils ont laissé Nour blessée gisant au sol, la jeune fille a disparu.
La capitaine Johanna Croiset, mère d'Angèle, et la lieutenante Manue Vitali, mère de Luca, prennent la direction de l'enquête mais Manue est très vite déchargée de l'enquête par le procureur, au vu de la négligence qu'elle a commise en laissant son arme de service dans la boîte à gants de son véhicule.
Lorsque le corps de Nour est retrouvé dans un lac, l'enquête ne tarde pas à déchirer le village, parcouru par de fortes tensions et des rancunes tenaces.

## Distribution

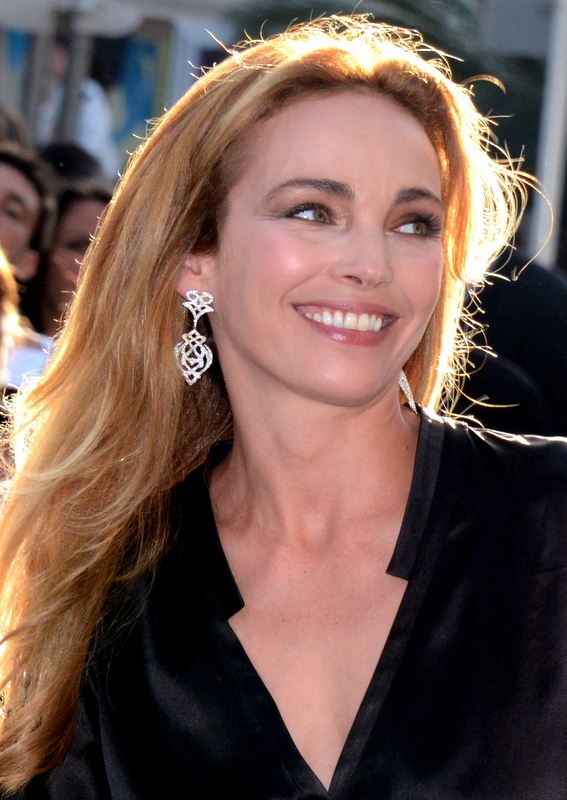
Claire Keim.

- Claire Keim : capitaine Johanna Croiset
- Anne Charrier : lieutenant Emmanuelle Vitali, dite Manue
- Emma Jugi : Nour Achour
- Armelle Deutsch : Mathilde Wilhem, la mère de Nour
- Thomas Jouannet : Raphaël Wilhem, le beau-père de Nour
- Arthur Touvenot : Gaspard Wilhem, le fils de Mathilde
- Aymeric Fougeron : Luca Germain Vitali, le fils de Manue
- Victor Poirier : gendarme Anthony Courtin
- Hubert Delattre : procureur David Levy
- Cédric Chevalme : Gaël Croiset, le mari de Johanna
- Éloïse Rey : Angèle Croiset, la fille de Johanna
- Hugo Trophardy : Simon Croiset, le fils de Johanna
- Justine Lacroix : Inès Germain, cousine de Luca
- Valentin Campagne : Quentin Germain, cousin de Luca
- Patrick Rocca : Jean Germain
- Christelle Cornil : Aurélie Germain
- Guillaume Bouchède : Cédric Germain
- Adèle Choubard : Charlie Courtin
- Antoine Gourlier : Ryan Thoureau

## Production

### Genèse et développement
La série est créée par Hélène Duchateau et Baptiste Filleul, écrite par Hélène Duchateau, Baptiste Filleul et Cécile Lorne et réalisée par Franck Brett,,,,.
Le producteur Christophe Carmona et la productrice Soraya Alami expliquent que leur ambition est de « porter le polar loin des univers urbains qui sont traditionnellement ses aires de jeux, de l'emmener sur les routes départementales de campagne, dans la France des grands espaces et des hauts plateaux. Aussi, nous pensons que le genre policier est un véhicule formidable pour aborder la question des ruralités et rendre justice à la diversité du monde paysan d'aujourd'hui. Enfin, nous avions envie de questionner tout ce qui touche à l'héritage, la transmission, la filiation et d'interroger comment les générations montantes assument ou récusent les choix de la génération qui les a précédés ».

### Attribution des rôles
Les rôles des deux gendarmes et amies qui mènent l'enquête sont tenus par Claire Keim et Anne Charrier.
Noémie Jadoulle, de la RTBF, souligne : « Deux comédiennes de plus de 45 ans à la tête d'une fiction, c'est assez rare pour être notifié. Et ça fait du bien ! ».
C'est la qualité du travail d'écriture qui a persuadé Claire Keim de s'engager dans le projet : « J'étais tellement épuisée que j'ai commencé à lire le scénario du bout des doigts. Mais j'ai trouvé ça si bien que j'ai accepté ».

### Tournage
Le tournage de la série a lieu du 6 septembre au 30 novembre 2023 en région Occitanie, principalement dans le département de l'Aveyron, notamment sur le haut plateau de l'Aubrac, à Bozouls et à Saint-Côme-d'Olt dans la vallée du Lot, mais également à Montpellier,,,,. Le générique de fin de chaque épisode mentionne également les communes de Cazevieille, Cournonterral, Marchastel, Saint-Geniès-des-Mourgues, Saint-Jean-de-Cuculles et Sébrazac ainsi que le lac des Galens.
Le producteur, Christophe Carmona, a toujours voulu tourner dans la région de son enfance.
Alexandre Letren, du site VL-Media, souligne l'impact visuel du village de Bozouls, lieu de l'intrigue de la série, avec sa gorge appelée Trou de Bozouls : « Son immense gouffre et la position des habitations comme autour d'un fer à cheval donne à l'image quelque chose de vertigineux ».
Anne Charrier, qui interprète un des deux rôles principaux, souligne : « La singularité de la série, c'est d'abord le territoire, l'endroit où elle se situe. Il y a quelque chose de torturé dans ce paysage qui répond à ce qu'on raconte ».

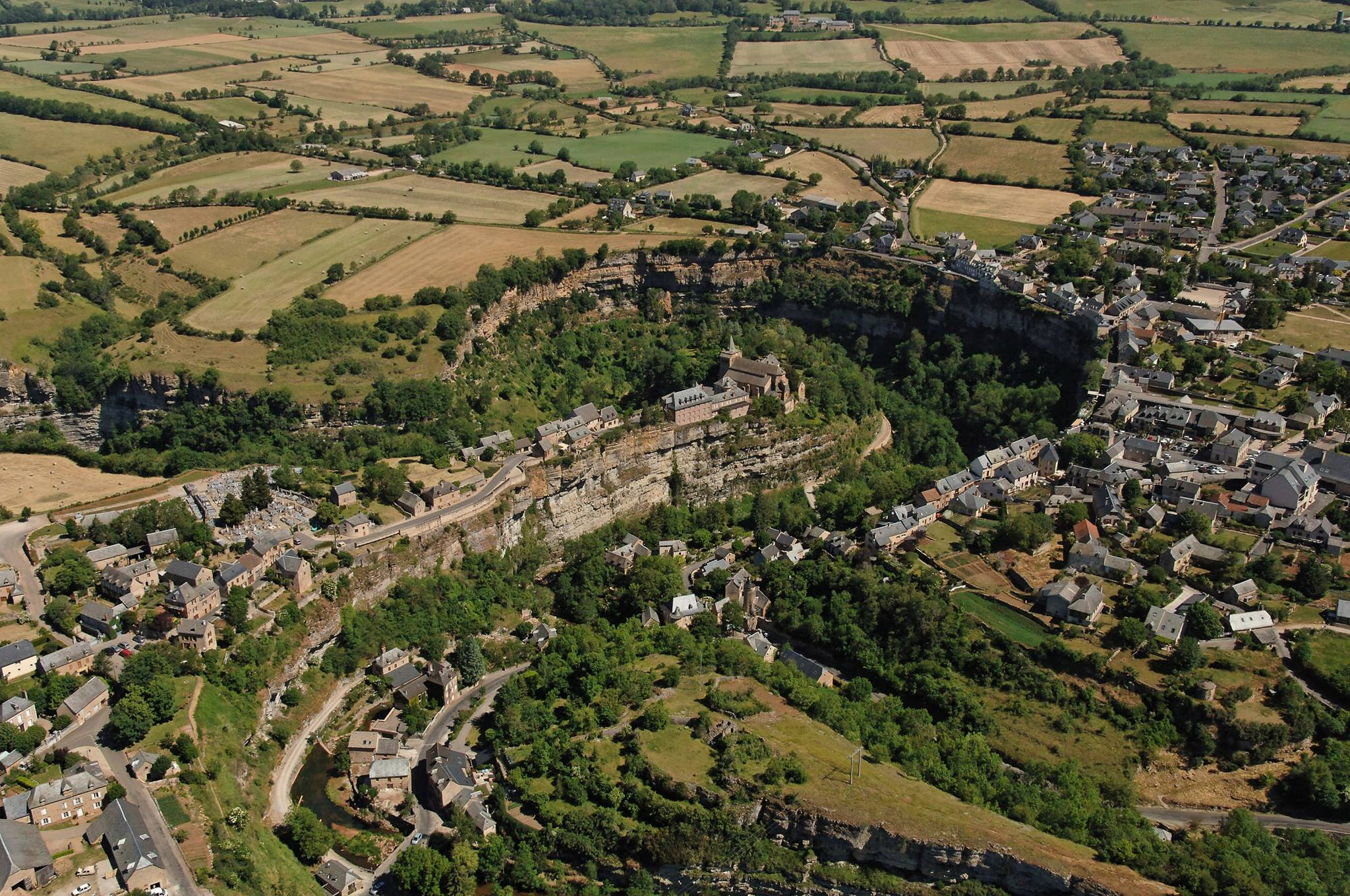
Bozouls où se déroule l'intrigue de la série.
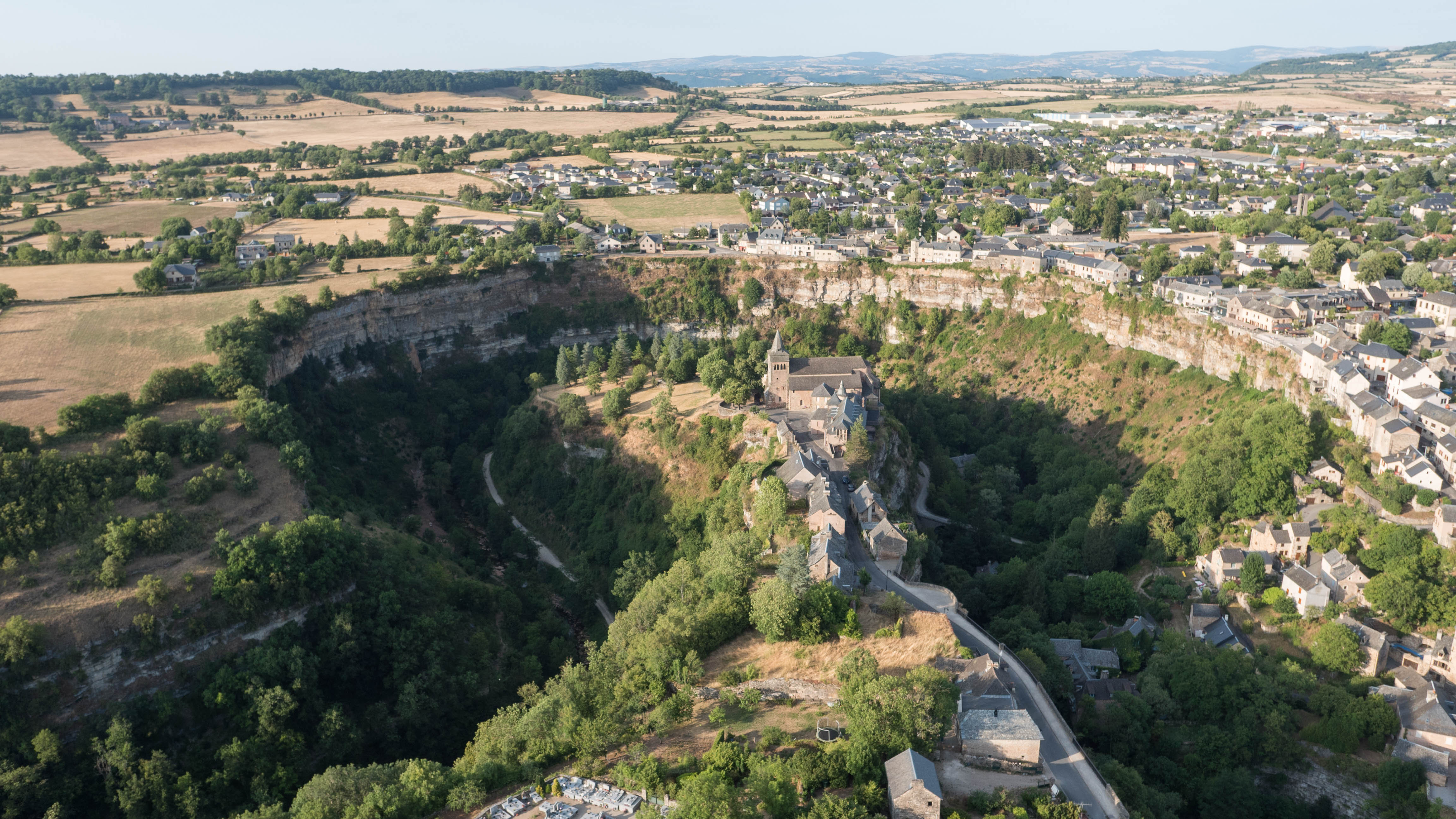
Le trou de Bozouls.
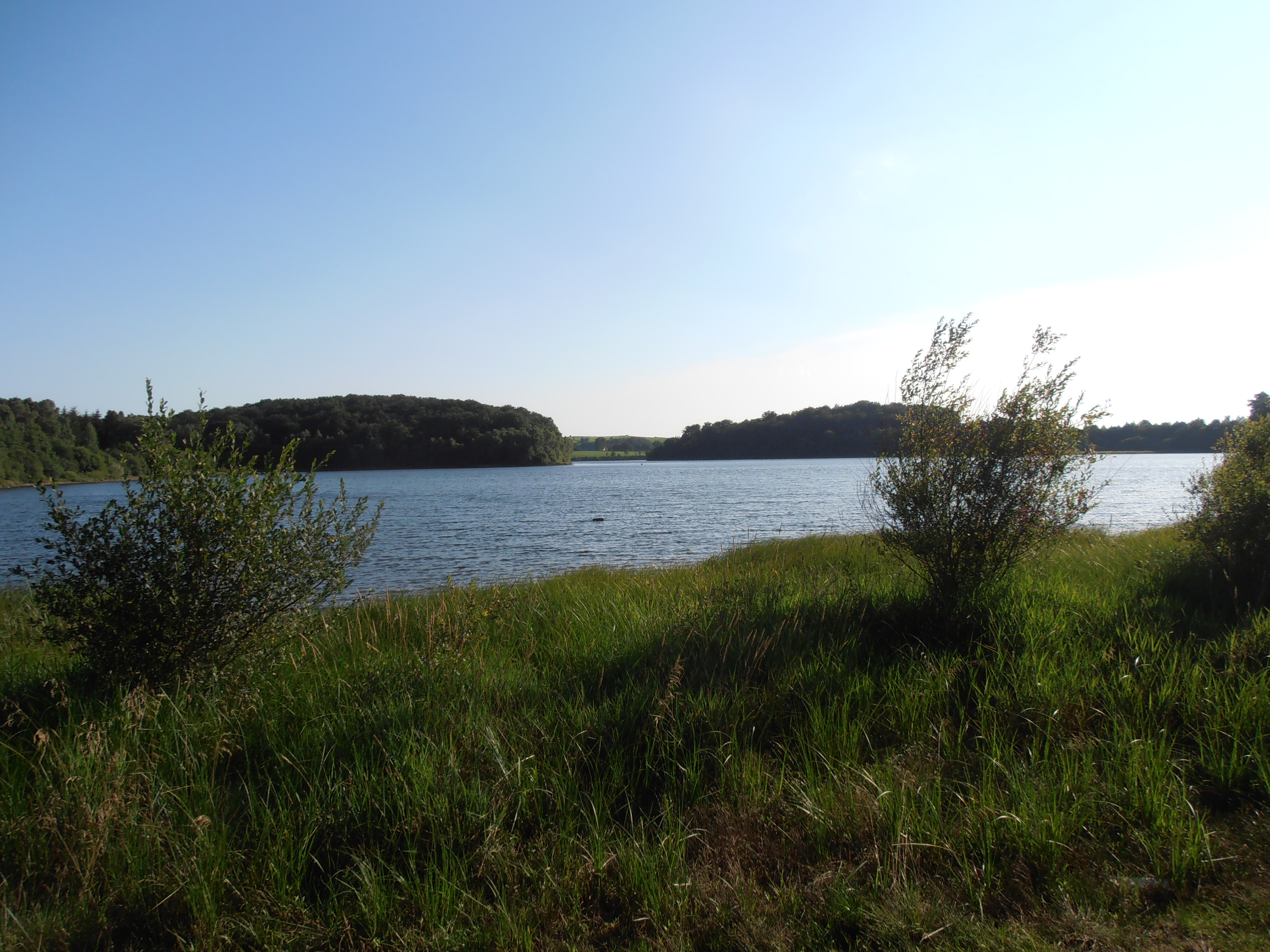
Le lac des Galens où a été tournée une partie de l'intrigue.

### Fiche technique
- Titre français : L'Éclipse
- Genre : Policier[3]
- Production : Christophe Carmona et Soraya Alami[3],[2]
- Sociétés de production : Carma Films (JLA Groupe), Étoile Rouge Productions et France Télévisions[1],[5],[2]
- Réalisation : Franck Brett[1],[4],[5],[2]
- Scénario : Hélène Duchateau, Cécile Lorne et Baptiste Filleul[3],[4],[5],[2]
- Musique : Anne-Sophie Versnaeyen et Hugo Gonzalez-Pioli[2]
- Décors : Franck Pompier[2]
- Costumes : Stéphanie Boissard
- Photographie : Magali Silvestre de Sacy
- Son : Antoine Brochu[2]
- Montage : Aïn Varet et Romain Namura
- Maquillage : Karine Hamelle
- Pays de production :  France
- Langue originale : français
- Format : couleur
- Nombre de saisons : 1
- Nombre d'épisodes : 6
- Durée : 52 minutes
- Dates de première diffusion :
  - Suisse : 13 août 2024 sur RTS Un[2]
  - Belgique : 30 août 2024 sur La Une[17],[9]
  - France : 4 septembre 2024 sur France 2[2],[14],[18]

## Accueil

### Audiences et diffusion

#### En Belgique
En Belgique, la série est diffusée le vendredi à 20 h 50 sur La Une par salve de deux épisodes du 30 août au 13 septembre 2024.
| Épisode              | Diffusion                  | Diffusion            | Audience moyenne          | Audience moyenne | Réf.   |
| Épisode              | Jour                       | Horaire              | Nombre de téléspectateurs | Classement       | Réf.   |
| -------------------- | -------------------------- | -------------------- | ------------------------- | ---------------- | ------ |
| 1                    | Vendredi 30 août 2024      | 20 h 50 - 21 h 50    | 293 948                   | 1er              | [ 19 ] |
| 2                    | Vendredi 30 août 2024      | 21 h 50 - 22 h 50    | 293 948                   | 1er              | [ 19 ] |
| 3                    | Vendredi 6 septembre 2024  | 20 h 50 - 21 h 50    | 254 241                   | 2e               | [ 20 ] |
| 4                    | Vendredi 6 septembre 2024  | 21 h 50 - 22 h 50    | 254 241                   | 2e               | [ 20 ] |
| 5                    | Vendredi 13 septembre 2024 | 20 h 50 - 21 h 50    | 283 962                   | 1er              | [ 21 ] |
| 6                    | Vendredi 13 septembre 2024 | 21 h 50 - 22 h 50    | 283 962                   | 1er              | [ 21 ] |
|                      |                            |                      |                           |                  |        |
| Moyenne de la saison | Moyenne de la saison       | Moyenne de la saison | 277 384                   |                  |        |

- Les plus hauts chiffres d'audience
- Les plus bas chiffres d'audience

#### En France
En France, la série est diffusée le mercredi à 21 h 10 sur France 2 par salve de deux épisodes du 4 au 18 septembre 2024,,.
| Épisode              | Diffusion                  | Diffusion            | Audience moyenne          | Audience moyenne                       | Audience moyenne | Réf.   |  |
| Épisode              | Jour                       | Horaire              | Nombre de téléspectateurs | Part de marché (sur les 4 ans et plus) | Classement       | Réf.   |  |
| -------------------- | -------------------------- | -------------------- | ------------------------- | -------------------------------------- | ---------------- | ------ |  |
| 1                    | Mercredi 4 septembre 2024  | 21 h 10 - 22 h 00    | 3 900 000                 | 20 %                                   | 1er              | [ 22 ] |  |
| 2                    | Mercredi 4 septembre 2024  | 22 h 00 - 22 h 50    | 3 500 000                 | 20,9 %                                 | 1er              | [ 22 ] |  |
| 3                    | Mercredi 11 septembre 2024 | 21 h 10 - 22 h 00    | 3 130 000                 | 16,8 %                                 | 1er              | [ 23 ] |  |
| 4                    | Mercredi 11 septembre 2024 | 22 h 00 - 22 h 50    | 2 930 000                 | 18,4 %                                 | 1er              | [ 23 ] |  |
| 5                    | Mercredi 18 septembre 2024 | 21 h 10 - 22 h 00    | 3 060 000                 | 15,9 %                                 | 1er              | [ 24 ] |  |
| 6                    | Mercredi 18 septembre 2024 | 22 h 00 - 22 h 50    | 2 850 000                 | 17,2 %                                 | 1er              | [ 24 ] |  |
|                      |                            |                      |                           |                                        |                  |        |  |
| Moyenne de la saison | Moyenne de la saison       | Moyenne de la saison | 3 230 000                 | 18,2 %                                 | 1er              | [ 25 ] |  |

- Les plus hauts chiffres d'audience
- Les plus bas chiffres d'audience

### Accueil critique
Le magazine Moustique est conquis : « Découpée en six épisodes, L'Éclipse démontre – si cela était encore nécessaire – la qualité croissante des fictions françaises. Déjà au niveau des scénarios, cherchant de plus en plus à s'éloigner des ficelles maintes fois usées […] Et ensuite, la qualité du casting. L'Éclipse s'appuie sur une brochette d'acteurs confirmés ».
Télé-Loisirs souligne le côté sociétal de la série : « Sur le papier, tout laisse penser que L'Éclipse est un polar assez classique, pourtant la mini-série s'émancipe régulièrement du genre pour proposer un véritable récit sociétal […]  Ainsi, sont évoquées en filigrane les problématiques agricoles, les difficultés des néoruraux pour s'intégrer, les questions d'héritage à plusieurs niveaux, ou les difficultés de communication entre générations […] On retiendra également la justesse du casting, dont Claire Keim et Anne Charier. Les deux femmes sont aussi bouleversantes dans leurs intrigues personnelles que crédibles dans leur duo (qui ne joue pas la carte redondante de l'antagonisme) ».
Jennifer Radier, du site Allociné, fait de même mais insiste également sur la grande beauté des paysages et la performance des deux actrices principales : « Au cœur de l'Aubrac, L'Éclipse nous plonge dans des décors bruts et sauvages qui se transforment en personnages à part entière […] Mais derrière cette enquête et ces somptueux paysages, la série s'intéresse surtout aux habitants de Bozouls et à cette petite communauté rurale en pleine mutation. Ici, l'univers du polar s'entremêle à celui du monde agricole, apportant une nouvelle dimension à l'histoire  […] Anne Charier et Claire Keim, qui incarnent Manue et Johanna, forment un duo d'enquêtrices touchant et réaliste. Loin des stéréotypes de la super-héroïne ou de la femme "badass", elles sont avant tout deux femmes ordinaires essayant de concilier une vie de famille compliquée et un métier exigeant ».
Le Figaro TV Magazine émet pour sa part quelques réserves : « Série policière et sociétale, L'Éclipse pour avoir les atours d'une grande série, aurait pu et dû creuser plus loin l'analyse des frustrations […] C'eût été lui donner la hauteur de vue que sa mise en scène soignée, méticuleuse, méritait […] Pour autant, elle coche bien des cases du divertissement. Les temps morts sont rares. Les découvertes sont édifiantes. Les avancées de l'enquête ponctuent le récit. Les ados sont à la hauteur. Le reste du casting est à l'avenant. En d'autres termes, elle ne révolutionne pas le genre mais répond avec efficacité à ce que le public attend ».
De son côté,  Alexandre Letren, du site VL-Media, est très enthousiaste : « Outre le soin particulier apporté aux personnages de la série, à son écriture fine et pointue qui n'oublie jamais la question sociale, L'Éclipse est aussi visuellement une très belle série, parfaitement mise en scène et dont la musique épouse si bien les contours. Le soin apporté à la mise en images des grands espaces donne l'impression de quitter nos terres franco-françaises pour s'envoler vers les grands espaces américains, une impression que la musique vient renforcer ». Il ajoute : « On ne soulignera pas assez combien le duo formé par Claire Keim et Anne Charrier est pour beaucoup dans la réussite de la série. Un duo de femmes comme on en voit peu. Ou comme on le réserve trop souvent à des personnages masculins. A tort ! […] On savait les deux comédiennes vraiment surprenantes, elles nous bluffent ici littéralement ».